# Centraalstadion (Tsjerkasy)
Het Centraalstadion (Oekraïens: Центральний стадіон) is een multifunctioneel stadion in Tsjerkasy, een stad in Oekraïne. 
Het stadion werd geopend in 1957. Bij de opening werd dit stadion DST Kolgospnik genoemd. Na een jaar werd deze naam veranderd in Stadion im. Lenins'kogo komsomolu. Verwijzend naar Komsomol. In 1992 kreeg het de naam Tsentralnyi miskyi Stadion. Tsentralnyi betekent Centraal, de toevoeging 'miskyi' werd in 2020 weggehaald.
In het stadion is plaats voor 10.321 toeschouwers. 
Het stadion wordt vooral gebruikt voor voetbalwedstrijden, de voetbalclubs Dnipro Tsjerkasy, FC Cherkashchyna en FK LNZ Tsjerkasy maken gebruik van dit stadion. 